# Allotinus caudatus
Allotinus caudatus är en fjärilsart som beskrevs av Smith 1893. Allotinus caudatus ingår i släktet Allotinus och familjen juvelvingar. Inga underarter finns listade i Catalogue of Life.